# صياد السمك رودي
صياد السمك رودي (الاسم العلمي: Halcyon coromanda) هو نوع من رتبة رفراف.